# Benabarre
Benabarre (katalanisch Benabarri oder Benavarri) ist eine katalanischsprachige, der Franja de Aragón zugehörige Gemeinde in der Provinz Huesca in der Autonomen Gemeinschaft Aragonien in Spanien. Sie ist die historische Hauptstadt der Ribagorza. Benabarre liegt an der Straße N 230 von der französischen Grenze über Vielha nach Lleida, von der hier die Straße N 123 nach Barbastro abzweigt.

## Gemeindegebiet
Benabarre umfasst die Ortschaften:
- Aler
- Antenza
- Benabarre
- Caladrones
- Castilló del Plà
- Ciscar
- Estaña
- Pilzán
- Purroy de la Solana

Im Gemeindegebiet befindet sich auch das Aeródromo de Benabarre, ein Flugplatz für kleinere Flugzeuge.

## Geschichte
Der Ort wurde im Jahr 1035 erstmals urkundlich erwähnt.

## Bevölkerungsentwicklung
| 1991 | 1996 | 2001 | 2004 |
| ---- | ---- | ---- | ---- |
| 1233 | 1195 | 1120 | 1112 |

## Sehenswürdigkeiten

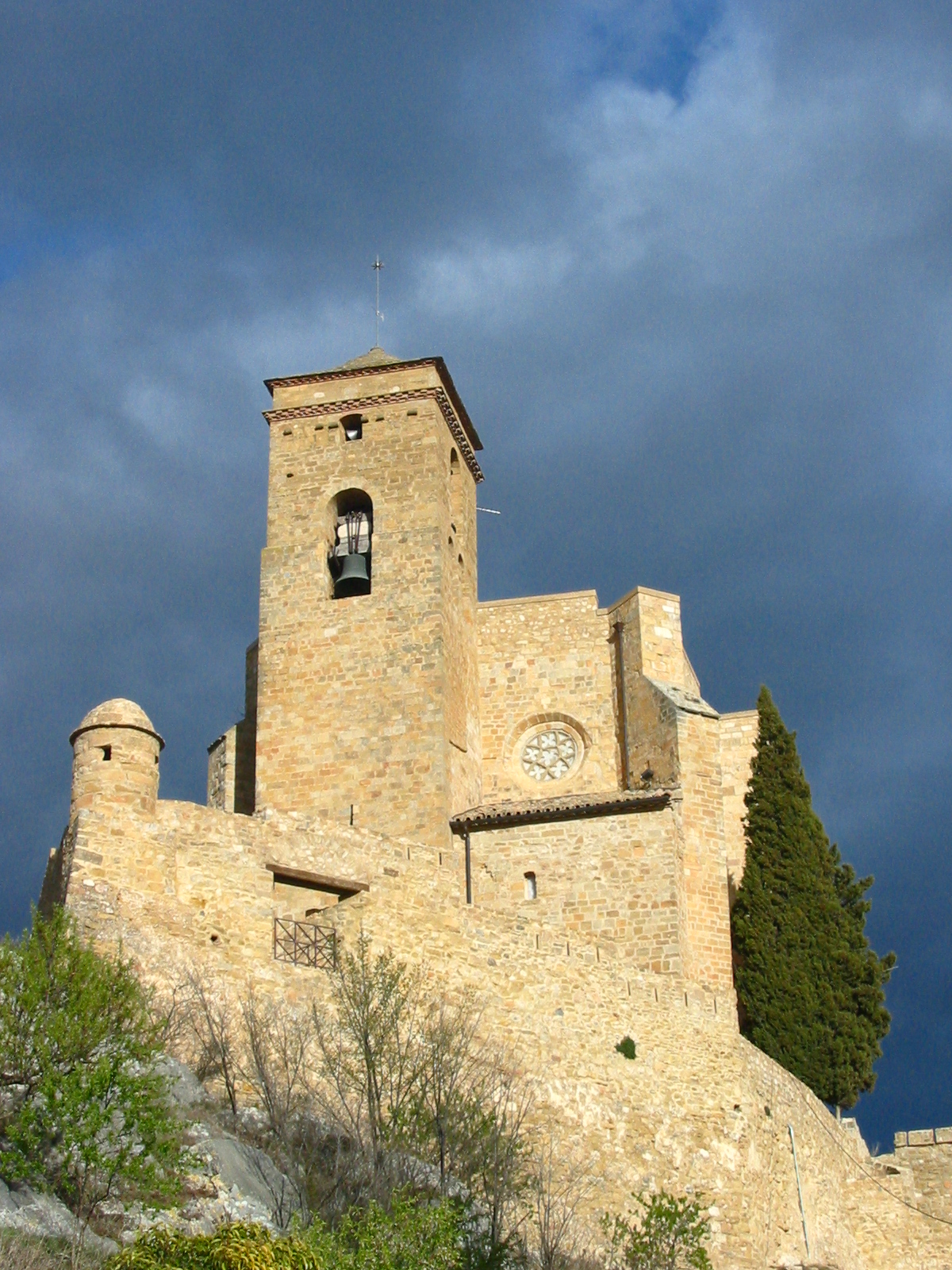
Kirche von Benabarre

- Burg der Grafen von Ribagorza
- Gotische Kirche
- Mittelalterliches Stadtzentrum
- Einsiedelei San Medardo
- San Román in Estaña
- San Esteban in Estaña
- San Jaume in Antensa
- San Salvador in Antensa
- Santa Maria in Calladrons
- Santa Ana in Calladrons

## Gemeindepartnerschaften
- Aurignac in Frankreich

## Persönlichkeiten
- Juan II. von Ribagorza
- Pedro García de Benavarre, Maler
- Juan Bayarte Calasanz y Ávalos, Gouverneur der Ribagorza
- Miquel Ángel Marín, Diplomat